# Matteo Carcassi
Matteo Carcassi (Florència, Itàlia, 1792 – París, França, 16 de gener de 1853) fou un compositor romàntic per a guitarra. La seva tècnica virtuosa li va proporcionar molts seguidors entre les elits parisenques del seu temps, que van ser un gran mercat per a les seves composicions guitarrístiques.

## Biografia
Neix a Florència (Itàlia) entre 1792 i 1793. Començà estudiant piano però algun temps després canvià a la guitarra. Segons sembla, va combatre amb els francesos a les Guerres Napoleòniques. L'any 1816 s'instal·la a París, on comença a publicar les seves obres per guitarra amb el seu amic Antoine Messonier, també guitarrista. Destaquen el seu mètode de guitarra, molt utilitzat durant tot el segle xix.
Paral·lelament, inicià la carrera de concertista als 18 anys i ràpidament fou considerat com un virtuós de l'instrument. Realitzà concerts a Alemanya, Anglaterra i en altres països europeus a més del seu país, fins al 1840, any en què s'instal·là definitivament a París i parà de fer concerts. Es dedicà solament a l'ensenyament de la guitarra, del piano i a la composició. Morí el 1853, als 61 anys.

## Estil
De l'estil guitarrístic de Carcassi se sol destacar el seu virtuosisme, que li va guanyar una gran audiència a París i a la resta d'Europa. També el caracteritzava el fet de tocar amb les puntes dels dits, no amb les ungles, el que dona a la guitarra una sonoritat més càlida.
A nivell compositiu, les seves obres més valorades són les variacions, que realitzava a partir de melodies d'òperes en voga en l'època com les de Auber, Herold o Rossini. Tot i ser senzilles musicalment, estan ben construïdes i són agradables de tocar. A més, semblen més difícils tècnicament del que realment son, el que els ha donat gran popularitat entre els guitarristes amateurs

## Obra
Prop de vuitanta obres de Carcassi es van publicar amb número de Opus, però se'n coneixen moltes més, que encara esperen una catalogació definitiva.
- Op. 1, 3 Sonatines.
- Op. 2, 3 Rondos.
- Op. 3, 12 Petites pièces.
- Op. 4, 6 Valses, [BNF Vm 12 g 15 570 ].
- Op. 5, Recueil Le nouveau Papillon, choix d'airs fáciles, [BNF Vm 9 3335 ].
- Op. 6, Introduction, variations et finale sur un duo favori (thème de Martini), [BNF Vm 9 3334 ].
- Op. 7, Au Clair de la Lune, varié, [BNF Vm 9 3333 ; Vm 9 3333A ].
- Op. 8, Recueil Etrennes aux amateurs, 6 contredanses, 6 valses et 3 Airs variés.
- Op. 9, 3 Airs italiens, variés, [BNF Vm 9 3332 ; Vm 9 3332A ].
- Op. 10, Amusements, 12 morceaux fáciles, [BNF Vm 9 3332bis ].
- Op. 11, Recueil de 10 petites pièces.
- Op. 12, 3 Thêmes variés.
- Op. 13, 4 Pots-pourris sur des airs de Rossini.
- Op. 14, Mélange de 20 morceaux fáciles.
- Op. 15, Tra la la, air varié.
- Op. 16, 6 Divertissements.
- Op. 17, Variations sur Le Songe de Rousseau.
- Op. 18, 6 Airs variés.
- Op. 19, Fantaisie sur des airs de Robin des Bois.
- Op. 20, Air suisse, varié.
- Op. 21, Recueil Les Récréations des commençants, 24 petites pièces.
- Op. 22, Air écossais de La Dame blanche, arrangé..
- Op. 23, 12 Valses.
- Op. 24, Air des Mystères d'Isis, varié.
- Op. 25, 8 Divertissements.
- Op. 26, 6 Caprices.
- Op. 28, 2 Airs de ballet de l'opéra Moïse (Rossini), arrangés pour piano et guitare.
- Op. 33, Fantaisie sur La Muette de Portici.
- Op. 34, Fantaisie sur Le Comte Ory.
- Op. 35, Fantaisie sur La Fiancée.
- Op. 36, Fantaisie sur Guillaume Tell.
- Op. 37, Fantaisie sur Fra Diavolo.
- Op. 38, Fantaisie sur Le Dieu et la Bayadère.
- Op. 40, Fantaisie sur Zampa.
- Op. 41, Rondoletto sur l'air Clic clac.
- Op. 43, Mélange sur des motifs de Zampa (ópera de Ferdinand Hérold), pour piano et guitare.
- Op. 44, 3 Airs suisses variés.
- Op. 45, Fantaisie sur des motifs du Serment (Auber).
- Op. 48, Fantaisie sur des motifs de Der Zweikampf (Ferdinand Hérold).
- Op. 49, Fantaisie sur des motifs de Gustave (Auber).
- Op. 52, Valse favorite du Duc de Reichstadt, variée pour guitare.
- Op. 54, Récréations musicales, (4 pièces), Paris, 1834 [BNF Vm 9 3336 ; K. 7150(1-4) ].
- Op. 55, Valses brillantes à l'espagnole, Meissonier, Paris, 1835 [BNF Vm 12 g 15 571 ; K. 7151 ].
- Op. 56, Adieu à la Suisse, air varié, Meissonier, Paris, 1835 [BNF Vm 9 3331 ; K. 7152 ].
- Op. 57, Fantaisie sur des motifs du Cheval de bronze (Auber).
- Op. 59, Méthode, en 3 parties.
- Op. 60, 25 Etudes (suite de la méthode).
- Op. 62, Mélange sur Sarah (Grisar).
- Op. 64, Fantaisie sur des motifs du Postillon de Longjumeau (Adam).
- Op. 67, Mosaïque sur des motifs du Domino noir.
- Op. 70, Mélange sur des motifs de Zanetta.
- Op. 71, Fantaisie sur des motifs des Diamants de la Couronne.
- Op. 73, Fantaisie sur des motifs de La Part du Diable.
- Op. 74, Mélange sur des thèmes de La Sirène (Auber).